# Barbara Gordon (postać fikcyjna)
Barbara Gordon – postać komiksowa stworzona przez Gardnera Foksa i Carmine’a Infanttino, debiutująca w styczniu 1967 roku w 359. numerze Detective Comics. Córka komisarza Jamesa Gordona, członkini Ptaków Nocy i drużyny Batmana. Gordon posiada dwie superbohaterskie tożsamości – debiutowała jako Batgirl, pomocniczka Batmana. Po tym, jak Joker strzelił jej w kręgosłup, zaczęła poruszać się na wózku inwalidzkim i działać jako Wyrocznia, dostarczając Wayne’owi rozmaitych informacji.

## Życiorys

### Batgirl
Barbara zawsze chciała być policjantką, jednak jej adopcyjny ojciec, Porucznik Gordon, zabronił jej tego. Dziewczyna, już jako nastolatka, w zrobionym przez siebie kostiumie, uratowała Bruce’a Wayne’a. Ten dostrzegł w niej potencjał i zdradził jej swoją tożsamość. Pracowała u boku Batmana i Robina, swojego późniejszego męża. Joker, chcąc rozjuszyć Gordona, wszedł w nocy do jej domu, rozebrał ją i postrzelił w kręgosłup. Skutkiem tego wydarzenia był lęk, gdy ktoś zadzwonił do drzwi.

### Wyrocznia
Barbara, mimo konieczności poruszania się na wózku inwalidzkim, nie załamała się. Korzystając ze swoich hakerskich umiejętności, wspomagała Mrocznego Rycerza niezbędnymi informacjami. Mimo jej kalectwa Dick Grayson (jako Nightwing) zaręczył się z nią. Później zaprzyjaźniła się z Huntress i Black Canary, zakładając z nimi Ptaki Nocy. Później wspomagała, podobnie jak Batmana, trzecią Batgirl. W jednym z okresów jej kariery mogła porozumiewać się z komputerami oraz ruszać palcami u nóg, jednak później utraciła te umiejętności.

## W innych mediach

### Batman: The Animated Series
W serialu Batman z 1992 r. Batgirl pojawiła się po raz pierwszy w odcinku 57. Jej ojciec, James Gordon, zostaje aresztowany. Detektyw Gil Mason, który wbrew sobie, bo z nakazu sądu to zrobił, zorganizował konferencję dla mieszkańców Gotham City. Zapewnił, że wierzy w niewinność swojego partnera. Barbara usiłowała namówić Batmana, aby na chwilę pokazał się tam ludziom. Bo wtedy mieli być pewni, że komisarz jest czysty. On odpowiedział, że nie pomoże jej ojcu popisując się przed kamerami. Więc Barbara przebrała się za niego i dokonała tego. W słabym świetle nikt się nie zorientował, że ma kobiecą sylwetkę. Początkowo nie planowała zostać superbohaterką. Nieprzewidziane konsekwencję tej decyzji przyczyniły się do tego.
| Produkcja                        | Rok       | Rodzaj             | Aktorka                                                              | Tożsamość           |
| -------------------------------- | --------- | ------------------ | -------------------------------------------------------------------- | ------------------- |
| Batman                           | 1966-1968 | Serial telewizyjny | Yvonne Craig                                                         | Batgirl             |
| The Batman/Superman Hour         | 1968-1969 | Serial animowany   | Jane Webb                                                            | Batgirl             |
| The New Adventures of Batman     | 1977      | Serial animowany   | Melendy Britt                                                        | Batgirl             |
| Ptaki nocy                       | 2002−2003 | Serial             | Dina Meyer                                                           | Batgirl / Wyrocznia |
| Batman                           | 1992-1995 | Serial animowany   | Melissa Gilbert Julia Kołakowska (wersja polska)                     | Batgirl             |
| The Adventures of Batman & Robin | 1994      | Gra komputerowa    |                                                                      | Batgirl             |
| The New Batman Adventures        | 1997-1999 | Serial animowany   | Tara Strong                                                          | Batgirl             |
| Batman przyszłości               | 1999–2001 | Serial animowany   | Stockard Channing / Angie Harmon Mirosława Nyckowska (wersja polska) | Komisarz Gordon     |
| Batman: Zemsta                   | 2001      | Gra komputerowa    | Tara Strong                                                          | Batgirl             |
| Batman: Rise of Sin Tzu          | 2003      | Gra komputerowa    | Tara Strong                                                          | Batgirl             |
| Batman: Dark Tomorrow            | 2003      | Gra komputerowa    |                                                                      | Wyrocznia           |
| Batman                           | 2004–2008 | Serial animowany   | Danielle Judovits / Kellie Martin Julia Kołakowska (wersja polska)   | Batgirl / Wyrocznia |
| Batman: Odważni i bezwzględni    | 2008–2011 | Serial animowany   | Mae Whitman Julia Kołakowska (wersja polska)                         | Batgirl             |
| Lego Batman: The Video Game      | 2008      | Gra komputerowa    |                                                                      | Batgirl             |
| Mroczny Rycerz                   | 2008      | Film               | Hannah Gunn                                                          | Barbara Gordon      |
| Batman: Arkham Asylum            | 2009      | Gra komputerowa    | Kimberly Brooks                                                      | Wyrocznia           |
| Batman: Arkham City              | 2011      | Gra komputerowa    | Kimberly Brooks                                                      | Wyrocznia           |
| Liga Młodych                     | 2011-2014 | Serial animowany   | Alyson Stoner Julia Kołakowska (wersja polska)                       | Batgirl             |
| DC Universe Online               | 2011      | Gra komputerowa    | Katherine Catmull                                                    | Wyrocznia           |
| Lego Batman 2: DC Super Heroes   | 2012      | Gra komputerowa    | Kari Wahlgren                                                        | Batgirl             |
| Batman: Arkham Origins           | 2013      | Gra komputerowa    |                                                                      | Barbara Gordon      |
| Injustice: Gods Among Us         | 2013      | Gra komputerowa    | Kimberly Brooks                                                      | Batgirl             |
| Beware the Batman                | 2013-2014 | Serial animowany   | Tara Strong                                                          | Batgirl             |
| Lego Batman 3: Beyond Gotham     | 2014      | Gra komputerowa    | Kimberly Brooks                                                      | Batgirl             |
| Batman: Arkham Knight            | 2015      | Gra komputerowa    | Ashley Greene                                                        | Wyrocznia / Batgirl |
| Gotham Knights                   | 2022      | Gra komputerowa    | Katharine King So                                                    | Batgirl             |